# Multi-angle Imaging SpectroRadiometer

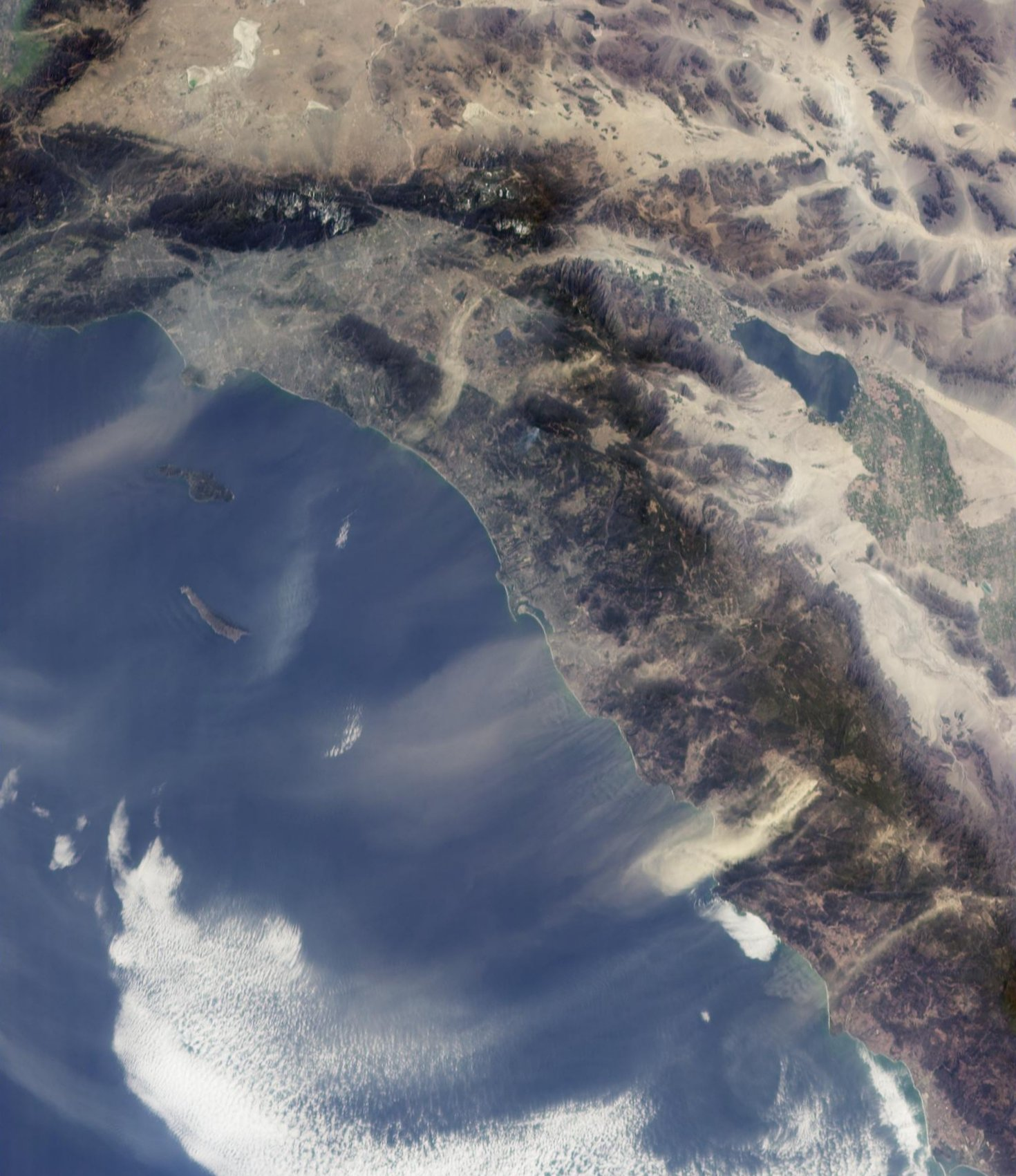
Polvere nel cielo del sud California

Il Multi-angle Imaging SpectroRadiometer (MISR) è uno strumento scientifico installato a bordo del satellite Terra, satellite lanciato il 18 dicembre 1999 dalla NASA. Lo strumento è stato sviluppato per misurare la radiazione solare riflessa dalla Terra (superficie e atmosfera) in varie direzioni e lunghezze d'onda. Lo strumento divenne operativo nel febbraio 2000. I dati sono stati utilizzati in molti campi di ricerca come l'analisi del clima e il monitoraggio dei processi terrestri.
Lo strumento MISR è formato da nove fotocamere digitali che riuniscono i dati in quattro bande spettrali dello spettro solare. Una camera punta al nadir, un'altra punta anteriormente mentre le altre sono poste ad angoli di 26.1°, 45.6°, 60.0°, e 70.5°. Lo strumento analizza ogni regione della Terra con le nove fotocamere, ogni fotocamera esegue le analisi nello spettro del rosso, verde, blu e nel vicino infrarosso.
I dati recuperati dal MISR sono utilizzati per studi climatologici concernenti la radiazione solare nel sistema solare. MISR è stato sviluppato specificamente per analizzare la concentrazione di particelle nell'atmosfera e per seguirne le variazioni stagionali e a lungo tempo. Questo al fine di individuarne le sorgenti naturali e le sorgenti umane di particolato. Lo strumento permette anche di caratterizzare la superficie terrestre, la struttura della vegetazione la distribuzione dei diversi tipi di vegetazionee altre proprietà del terreno.